# Oslo-Passionen
Oslo-Passionen är en diktsamling från 2003 av den svenske författaren Håkan Sandell.

## Mottagande
Dagens Nyheters Anders Olsson skrev att boken innehåller "några av Sandells absolut bästa dikter". Olsson skrev: "Det kan röra sig om ett slagsmål, en skamsen dagdröm eller det drastiska mötet med en handshög inkarnation av Djävulen, framlockad av den underjordiska prakten i Sandells poesi och därför bryskt avfärdad med en örfil. Det är självironiskt och mycket åskådligt. Sandells poesi har inget stort tankedjup, desto mer av rörlighet och scenisk fantasi." Erik Bergqvist skrev i Svenska Dagbladet: "Med den position Sandell har, också geografiskt – han är sedan flera år bosatt i Norges huvudstad – ser man till en början just det för svensk nutidspoesi atypiska. ... Vingar, svindel och lidande – långt ifrån allt vad språkmaterialism, nykonkretism och queerteori heter tumlar de orfiska markörerna fram i Sandells, gärna metriskt tyglade, ibland till och med slutrimmade, sentenser."